# Cártel de Guadalajara
Guadalajarakartellen, spanska: Cártel de Guadalajara, var ett mexikanskt brottssyndikat som utförde olika sorters brott som bland annat kidnappningar, korruption, mord, människohandel, narkotikasmuggling, penningtvätt, tortyr, utpressningar och vapenhandel. De var verksamma mellan 1980 och 1989 och var den dominanta drogkartellen i Mexiko.

## Historik
Brottssyndikatet bildades 1980 efter att knarkkungen Pedro Avilés Pérez blev ihjälskjuten av den mexikanska federala polisen i Culiacán två år tidigare. Alla tre av Rafael Caro Quintero, Miguel Ángel Félix Gallardo och Ernesto Fonseca Carrillo, som är krediterade som grundare av Guadalajarakartellen, ingick i Avilés Pérezs smuggningsorganisation, som smugglade stora mängder marijuana till USA. På slutet av 1970-talet kom Félix Gallardo i kontakt med honduranen Juan Matta-Ballesteros, som företrädde de största brottssyndikaten i Colombia, och introducerade Félix Gallardo till Calikartellen. Detta ledde till att Guadalajarakartellen övertog smugglingen av kokain till USA mot att få 50% av försändelserna i betalning, inga pengar var involverade i transaktionerna mellan drogkartellerna. Det var ett lyckat drag av Guadalajarakartellen eftersom det beräknades att de kunde tjäna årligen uppemot fem miljarder amerikanska dollar på detta samarbete. I senare skede, anordnade Matta-Ballesteros att Guadalajarakartellen kunde samarbeta även med Pablo Escobars organisation Medellínkartellen.
Sen kom 1984 när allt förändrades för brottssyndikatet, där början på förfallet av drogkartellen inleddes trots fortsatt smuggling av narkotika på stor skala. Det året fick den amerikanska narkotikapolisen United States Drug Enforcement Administration (DEA) information om att Guadalajarakartellen hade ett plantage i delstaten Chihuahua och som gick under namnet Rancho El Búfalo. Den var mer än 1 000 hektar stor och där de odlade årligen marijuana till ett dåtida värde av åtta miljarder dollar och kunde förse hela den amerikanska narkotikamarknaden med marijuana. DEA, mexikanska federala poliser och den mexikanska armén drog igång en operation, ledd av DEA-agenten Enrique "Kiki" Camarena, och de slog till mot Rancho El Búfalo och förstörde nästan 11 000 ton marijuana till ett värde på 2,5 miljarder dollar. Det gick svallvågor inom kartellen och man utlyste hämnd. Caro Quintero var ursinnig och beordrade om att Camarena skulle mördas. Brottssyndikatet var redan djupt bekymrade över Camarena, som ansågs vara ett stort hot mot kartellens existens eftersom Camarena höll också på att utreda kopplingar mellan dem, den mexikanska säkerhetstjänsten Dirección Federal de Seguridad (DFS) och Institutionella revolutionära partiet, som gav Guadalajarakartellen obegränsat med beskydd. Den 30 januari 1985 trodde man att man hade fått tag på Camarena på en restaurang i Guadalajara när de kidnappade två personer, en amerikansk journalist vid namn John Clay Walker och en amerikan med mexikansk påbrå vid namn Alberto eller Albert Radelat. De två förhördes och utsattes av tortyr. Kartellen insåg att det var inte Camarena som de hade kidnappat. Både Walker och Radelat hittades senare nedgrävda i en park i Zapopan, Radelat hade varit vid liv när det skedde. Den 7 februari fann de Camarena och kidnappade honom och utsatte Camarena för ohygglig tortyr och hölls i liv i mer än 30 timmar via läkemedel. Samma öde gick piloten, som flög Camarenas helikopter, Alfredo Zavala Avelar till mötes. När kropparna återfanns drog USA igång en av de största operationerna som amerikansk rättsväsende har gjort i syfte att hitta gärningsmännen och det tog inte långt tid innan de kunde identifiera individer så som Caro Quintero, Félix Gallardo och Fonseca Carrillo samt bundsförvanten Matta-Ballesteros. USA:s 40:e president Ronald Reagans kabinett beordrade om att gränsen mot Mexiko skulle stängas omedelbart, vilket ledde till en mindre diplomatisk kris, och satte Mexiko och dess dåvarande regering under enorm press på att tillfångata de fyra. Det gick relativt fort för Mexiko att fånga in Caro Quintero och Fonseca Carrillo. Félix Gallardo och Matta-Ballesteros höll sig undan tills 1989 respektive 1988, mycket tack vare politiskt beskydd från deras länders politiker. De fyra dömdes till långa fängelsestraff; Caro Quintero och Fonseca Carrillo till 40 år vardera medan Félix Gallardo fick 37 år. Matta-Ballesteros fick dock det hårdaste straffet trots att han inte dömdes för mord, tre livstidsdomar plus ytterligare 225 år för narkotikasmuggling, kidnappning och tortyr. 2013 trädde två före detta DEA-agenter och en före detta CIA-agent fram och hävdade att agenter för CIA var på plats under Camarenas sista dag i livet eftersom han hotade underrättelsetjänstens illegala inkomstkällor, som användes för att finansiera Contras under den nicaraguanska revolutionen. CIA avfärdade anklagelserna.
Efter de tre dömdes så föll Guadalajarakartellen och konkurrerande brottssyndikat delade upp regionerna mellan sig. Samtidigt grundades Cártel de Sinaloa som en direkt efterföljare och leddes av Pedro Avilés Pérezs släkting Joaquín Guzmán fram till 2017, när det mexikanska rättsväsendet överförde honom till USA för att stå inför rätta där.